# Gouraud Shading
Beim Gouraud Shading (gelegentlich Gouraud-Schattierung) handelt es sich um ein Shading-Verfahren in der 3D-Computergrafik, um Polygonflächen zu füllen. Benannt wurde es nach seinem Entwickler Henri Gouraud, der es erstmals 1971 vorstellte.

## Verfahren
Beim Gouraud Shading werden zunächst die Parameter, welche für die Farbberechnung an den Eckpunkten (Vertices) benötigt werden, ermittelt. Dazu zählen zum Beispiel der Normalenvektor, Lichtrichtungsvektor oder der Kamerarichtungsvektor. Mit diesen Parametern wird der Farbwert des Vertex berechnet (dieser Schritt ist vergleichbar zum Phong-Beleuchtungsmodell, wobei die Farbwerte jedoch nur pro Vertex und nicht pro Fragment berechnet werden). Bei der Rasterisierung wird anschließend der Farbwert innerhalb des Polygons im 3D Raum für jedes zu erzeugende Fragment interpoliert (z. B. mittels Baryzentrischer Koordinaten).
Durch die Interpolation erscheinen facettierte Oberflächen eines dargestellten Objekts nicht kantig wie beim Flat Shading, sondern weich. Die Silhouette des Objekts hingegen bleibt weiterhin kantig. Das Gouraud Shading ist eines der schnellsten Verfahren in der 3D-Computergrafik zur Darstellung räumlicher Objekte. Wenn nicht-diffuse Flächen mit relativ großen Polygonen dargestellt werden sollen, muss das aufwändigere Phong Shading angewandt werden, da beim Gouraud Shading Glanzlichter verloren gehen können, wenn diese innerhalb eines Polygons liegen würden.
Nachteile dieser Art der Interpolation sind Sprünge im Farbverlauf, Machsche Streifen und das Auftreten des Moiré-Effekts.

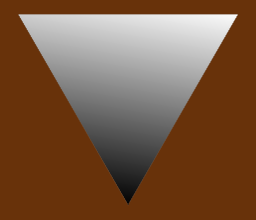
Mit Gouraud Shading gerendertes Polygon
Mit Gouraud Shading gerenderte Kugel mit Ungenauigkeiten an den Polygonseiten
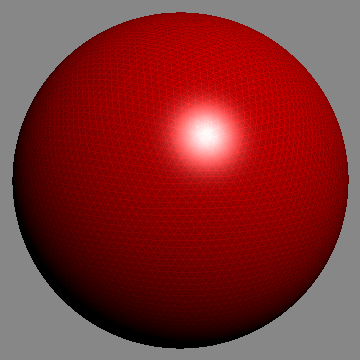
Ein unbewegtes Bild derselben Kugel, die durch eine größere Polygonanzahl dargestellt wird

## Verwendung in der Computerspieleindustrie
Die ersten PC Spiele, die auf Gouraud Shading setzten waren bspw. das Ende 1992 erschienene Harrier Jump Jet von MicroProse. Später wurde diese Technik in vielen weiteren Spielen, unter anderem auch Star Wars: TIE Fighter von LucasArts eingesetzt.